# Björn Eriksson (sveakung)
Björn var enligt ett sent tillägg till Hervarar saga sveakung och far till Olof Björnsson och Erik Segersäll. Tillägget innehåller en kungalängd med många uppenbara felaktigheter; tillägget tillhör alltså inte Hervarar saga utan lades till hundratals år efter sagan skrevs och har sedan kopierats tillsammans med Hervarar saga. Tillägget anger också att Björn var son till den Erik som krigade mot Harald Hårfager och efterträdde bröderna Björn på Håga och Anund Uppsale.
Adam av Bremen, som skrev några generationer efter Björn skall ha levat, anger istället för Björn kungen Emund Eriksson. Adam hade hyfsad koll på läget med tanke på att han satt i Bremen, men hans primärkällor har en tendens att misstolka information. Man kan gissa att hans primärkällor bestod av frankiska missionärer som fick sin information genom tolkar blandat med litteratur. Man bör behandla all information från den här tiden med stor källkritik, även relativt pålitliga källor som Adam av Bremen.
Det är mycket möjligt att Emund och Björn var bröder och delade tronen; Det fanns ett visst mått av tradition kring delad makt bröder emellan i det vikingatida samhället. Men deras existens måste ses som spekulation. Det finns ej tillräckligt mycket källmaterial för att kalla vare sig Emund eller Björn för historiska personer, utan de betraktas som sagokungar.